# Swędosz pajęczarz
Swędosz pajęczarz (Anoplius viaticus) – owad z rzędu błonoskrzydłych, osiąga długość około 8–14 mm. Ma ciemnobrązowe skrzydła, czarne ciało i po jednej czerwonej plamie na każdym z trzech pierwszych segmentów odwłoka. Dorosłe osobniki odżywiają się sokami roślinnymi, natomiast larwy są mięsożerne. Samice łapią dla nich pająka żyjącego na ziemi lub w niskiej roślinności, głównie z rodziny pogońcowatych (Lycosidae), zwłaszcza krzeczki naziemniki (Trochosa terricola), ale też wilkosz grubonogi (Alopecosa cuneata), Alopecosa sulzeri, Alopecosa fabrilis. Ofiary są zazwyczaj dwa razy cięższe niż błonkówki. Owady te prowadzą dzienny tryb życia.

## Występowanie
Pospolite w środkowej Europie, występują również w Azji. Preferują tereny piaszczyste ze skromną roślinnością, np.: wydmy śródlądowe, piaskownie, nieużytki, piaszczyste przydroża.

## Rozmnażanie
Dorosłe osobniki wylęgają się w okolicach lipca. Później odbywają gody, po których, na przełomie sierpnia i września, samice wykopują dla siebie norki do przezimowania, samce natomiast giną. Następnej wiosny budzą się w marcu (co jest wczesne jak dla nastecznikowatych, ze względu na niskie temperatury) i poszukują pająków, np.: pod kawałkami drewna lub mchu i paraliżują jadem. Idąc tyłem ciągną swoją ofiarę na  miejsce, w którym poczeka na wykopanie norki. Samice mogą kraść sobie ofiary. Po znalezieniu odpowiedniego miejsca samica wykopuje norkę o długości ok. 10 cm i wciąga tam pająka (trzyma go za kądziołki przędne). Składa na nim jedno jajo i zasypuje wejście do norki. Na większej ofierze rozwinie się samica, na mniejszej samiec. Larwa zjada pająka w przeciągu 2 tygodni, a przepoczwarczenie odbywa się w czerwcu lub lipcu.